# Phyllachora amazonensis
Phyllachora amazonensis är en svampart som först beskrevs av Bat. & J.L. Bezerra, och fick sitt nu gällande namn av P.F. Cannon 1991. Phyllachora amazonensis ingår i släktet Phyllachora och familjen Phyllachoraceae.   Inga underarter finns listade i Catalogue of Life.